# Elmar Qasımov
Elmar Qasımov (también escrito como Elmar Gasimov; Xırdalan, 2 de noviembre de 1990) es un deportista azerbaiyano que compitió en judo.

## Trayectoria
Participó en dos Juegos Olímpicos de Verano, obteniendo una medalla de plata en Río de Janeiro 2016, en la categoría de –100 kg, y el séptimo lugar en Londres 2012, en la misma categoría. En los Juegos Europeos de Minsk 2019 obtuvo una medalla de broce en la categoría de –100 kg.
Ganó una medalla de bronce en el Campeonato Mundial de Judo de 2017 y tres medallas en el Campeonato Europeo de Judo entre los años 2012 y 2019. Obtuvo la victoria en dos ediciones del torneo World Masters (2015, 2016), en el Grand Slam de Tiumén (2014) y en tres Grand Prix (2015 en Samsun y Tiflis y 2018 en Taskent).
Cursó estudios superiores en la Universidad Estatal Económica de Azerbaiyán. En 2016 fue condecorado con la Orden del Mérito a la Patria (grado III).

## Palmarés internacional
| Juegos Olímpicos   | Juegos Olímpicos        | Juegos Olímpicos  | Juegos Olímpicos |
| Año                | Lugar                   | Medalla           | Categoría        |
| ------------------ | ----------------------- | ----------------- | ---------------- |
| 2016               | Río de Janeiro (Brasil) | Medalla de plata  | –100 kg          |
| Campeonato Mundial |                         |                   |                  |
| Año                | Lugar                   | Medalla           | Categoría        |
| 2017               | Budapest (Hungría)      | Medalla de bronce | –100 kg          |
| Juegos Europeos    |                         |                   |                  |
| Año                | Lugar                   | Medalla           | Categoría        |
| 2019               | Minsk (Bielorrusia)     | Medalla de bronce | –100 kg          |
| Campeonato Europeo |                         |                   |                  |
| Año                | Lugar                   | Medalla           | Categoría        |
| 2012               | Cheliábinsk (Rusia)     | Medalla de bronce | –100 kg          |
| 2014               | Montpellier (Francia)   | Medalla de plata  | –100 kg          |
| 2019               | Minsk (Bielorrusia)     | Medalla de bronce | –100 kg          |